# Avro Canada VZ-9AV

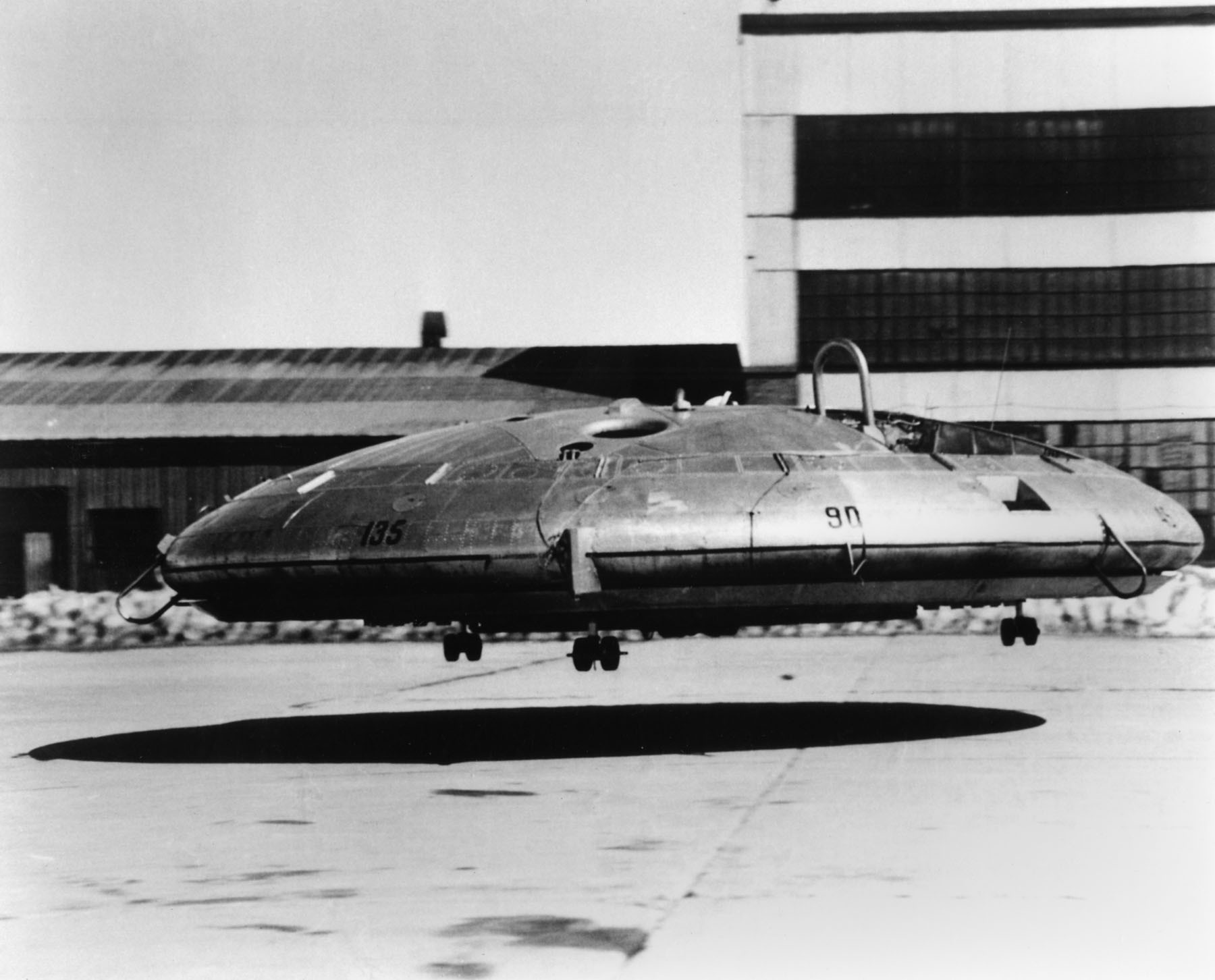
Avro Canada VZ-9AV „Avrocar“

Die Avro Canada VZ-9AV Avrocar war ein experimentelles VTOL-Flugzeug des kanadischen Herstellers Avro Canada aus den 1950er Jahren. Durch die Auslegung als Scheibenflugzeug glich es in der äußeren Erscheinung der damals populären Vorstellung über eine Fliegende Untertasse und erhielt entsprechend den Spitznamen Flying Saucer. Anfangs ein kanadisches Militärprojekt, wurde es später zu einem geheimen US-Air-Force-Projekt. Das Luftfahrzeug sollte im Bodeneffekt als Luftkissenfahrzeug senkrecht starten und dann im aerodynamisch gestützten Flug hohe Geschwindigkeiten erreichen. Dieses Ziel konnte nicht erreicht werden, da bei Schwebehöhen über 0,9 m zu starke dynamische Instabilitäten auftraten.

## Geschichte

### Entwicklung
Bereits 1935 entwarf Henri Coandă ein Fluggerät namens Aerodina Lenticulara, welches zwar patentiert, aber nie fertiggestellt wurde. Avro Canada begann ab 1946 mit der Entwicklung erster Konzepte für scheibenförmige Flugzeuge. 1954 stoppte die kanadische Regierung das Programm aus Kostengründen. Danach schloss die US-Regierung mit Avro Canada einen Vertrag über die Finanzierung und den Weiterbau. 1958 übernahmen US Army und US Air Force die Kontrolle über das Programm, das nunmehr als Avro Canada VZ-9AV „Avrocar“ geführt wurde. Es wurden zwei Prototypen hergestellt.
Die VZ-9 sollte insgesamt eine Nutzlast von 1.000 lbs (450 kg) inklusive Besatzung tragen können; die maximale Geschwindigkeit sollte 300 mph (483 km/h) und die maximale Flughöhe 10.000 Fuß (3.000 m) betragen. Das Fluggerät wurde mit drei Continental J69-T9 Turbojets mit je 417 kp (4,1 kN) Schub ausgestattet.

### Flugerprobung
Die Angaben zu den Daten von Erstflügen sind in der Literatur widersprüchlich dargestellt. Nach Ball begann die VZ-9 ihre Erprobung im gefesselten Zustand in einem Schwebegestell am 5. Dezember 1959. Ob dies der erste oder zweite Prototyp war, bleibt unklar. Nach Baugher handelte es sich wahrscheinlich um den zweiten Prototyp. Andere Quellen geben für den ersten ungefesselten Flug des zweiten Prototyps (USAF/US Army-Seriennr. 59-4975) den 12. November 1959 in Malton an. Dieses Datum wird in einem Werbefilm genannt. Der erste Prototyp (58-7055) soll danach erstmals am 17. Mai 1961 auf dem Ames Research Center der NASA nahe Moffett Field in Kalifornien geflogen sein. Nach Baugher wurde diese Maschine jedoch nur für Windkanaluntersuchungen verwendet. Auch Ball macht keine Angaben zum Flug einer zweiten Maschine.
Zwischen Juli 1960 und Juni 1961 wurden insgesamt 75 Flugstunden absolviert. Geflogen wurde die Avrocar von Major Walter J. Hodgson.
Bei den Flügen zeigte sich, dass die Maschine ab 0,9 m Flughöhe instabil wurde. Ursache hierfür waren dynamische, sich aufschaukelnde Effekte, die durch das kurzzeitige Verlassen des Bodeneffekts und Wiedereintauchen an einem Teil des Fluggeräts bedingt waren. Die Probleme standen in keinem Zusammenhang mit der Leistung der Triebwerke. Über dem Boden konnten maximal 48 km/h erreicht werden. Das Fluggerät war zudem extrem laut.
Im Dezember 1961 wurde das Programm eingestellt. Es hatte mehr als 10 Millionen US-Dollar (heute 108 Millionen $) gekostet. Vorschläge von Avro mit neuen General Electric J85-Triebwerken wurden nicht mehr realisiert. Im Jahre 1975 bekam das National Air and Space Museum den ersten Avrocar-Prototyp (58-7055).

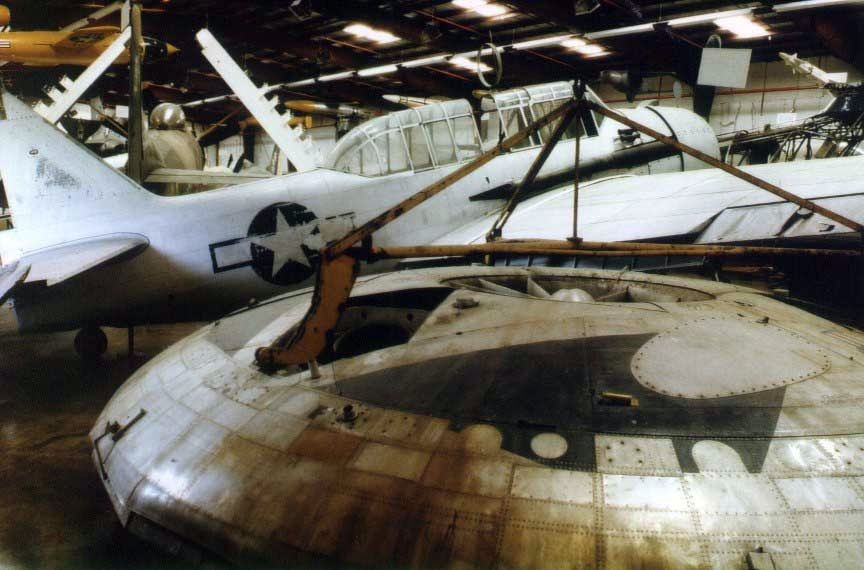
Paul E. Garber Preservation, Restoration and Storage Facility (1984)

## Konstruktion

### Antriebsprinzip
Schon frühe Studien hatten in Modellversuchen gezeigt, dass scheibenförmige Luftfahrzeuge ihre Flugsteuerung durch Richtungsänderungen des Strahlauslasses bewerkstelligen können. Der Strahl tritt dabei aus einem Spalt zwischen der unteren und oberen Scheibenoberfläche aus. Der Abgasstrahl konnte entlang des Scheibenumfangs nach oben oder unten oder nach der Seite abgelenkt werden, wobei die Spaltgröße entlang des Umfangs verändert wurde. Bei einer fest eingestellten Spaltgröße sollte seitlicher Schub für Horizontalflüge erzeugt werden. Mit einer anderen präzise eingestellten Spaltgröße konnte der Strahl so abgelenkt werden, dass ein vertikaler Schubeffekt entstand. Für ein vertikales Abheben wurde der obere Teil des Spalts verschlossen. Für den Horizontalflug wurde der Strahl nicht abgelenkt, sondern direkt über einen Teil des Umfangs ausgeblasen. Die gegenüberliegenden Düsen wurden verschlossen, sodass ein Schub in eine Richtung endstand.
Bei den ausgeführten Prototypen war das zentrale Element des Antriebs ein 5,49 m im Durchmesser messendes gekapseltes Gebläse (Mantelpropeller). Mit Hilfe einer sogenannten Blattspitzenturbine (tip turbine) wurde der Antrieb des Gebläses, das einen Luftmassenstrom von etwa 150 kg/s durchsetzen konnte, durch abgeleitete Abgase der drei Strahltriebwerke bewerkstelligt. Direkt unterhalb des Gebläses wurde dessen kalter Luftstrom mit den heißen Abgasen der Triebwerke in einem Luftführungsschacht gemischt. Die Luft wird in diesem Schacht weiter zu Düsen geführt, die entlang des gesamten Umfangs angeordnet sind. Da das Fahrzeug auch längere Zeit im Bodeneffekt operieren sollte, war die Beibehaltung eines stabilen Flugzustands und damit die Erzeugung eines stabilen Luftkissens unter dem Rumpf von besonderer Bedeutung. Hierzu wurde in diesem Flugzustand durch die Triebwerksabgase ein zusätzlicher zentraler Luftstrahl erzeugt, der im aerodynamischen Horizontalflug abgeschaltet wurde.

### Stabilisierung und Steuerung

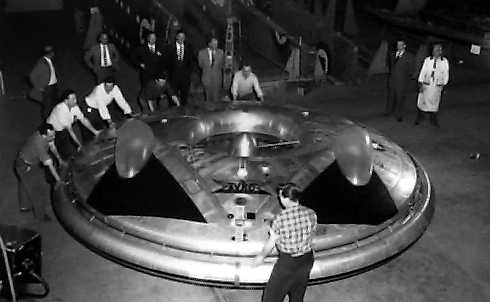
Erste Ausführung der Avrocar (58-7055)

Da das Fahrzeug im aerodynamischen Flug sowohl statisch als auch dynamisch instabil war, waren relativ aufwendige Maßnahmen für eine künstliche Stabilisierung erforderlich. Dazu wurden die außen umlaufenden Düsen automatisch über eine mechanische Verbindung mit dem Gebläse gesteuert, um korrigierende Pitch- und Rollmomente zu erzeugen.

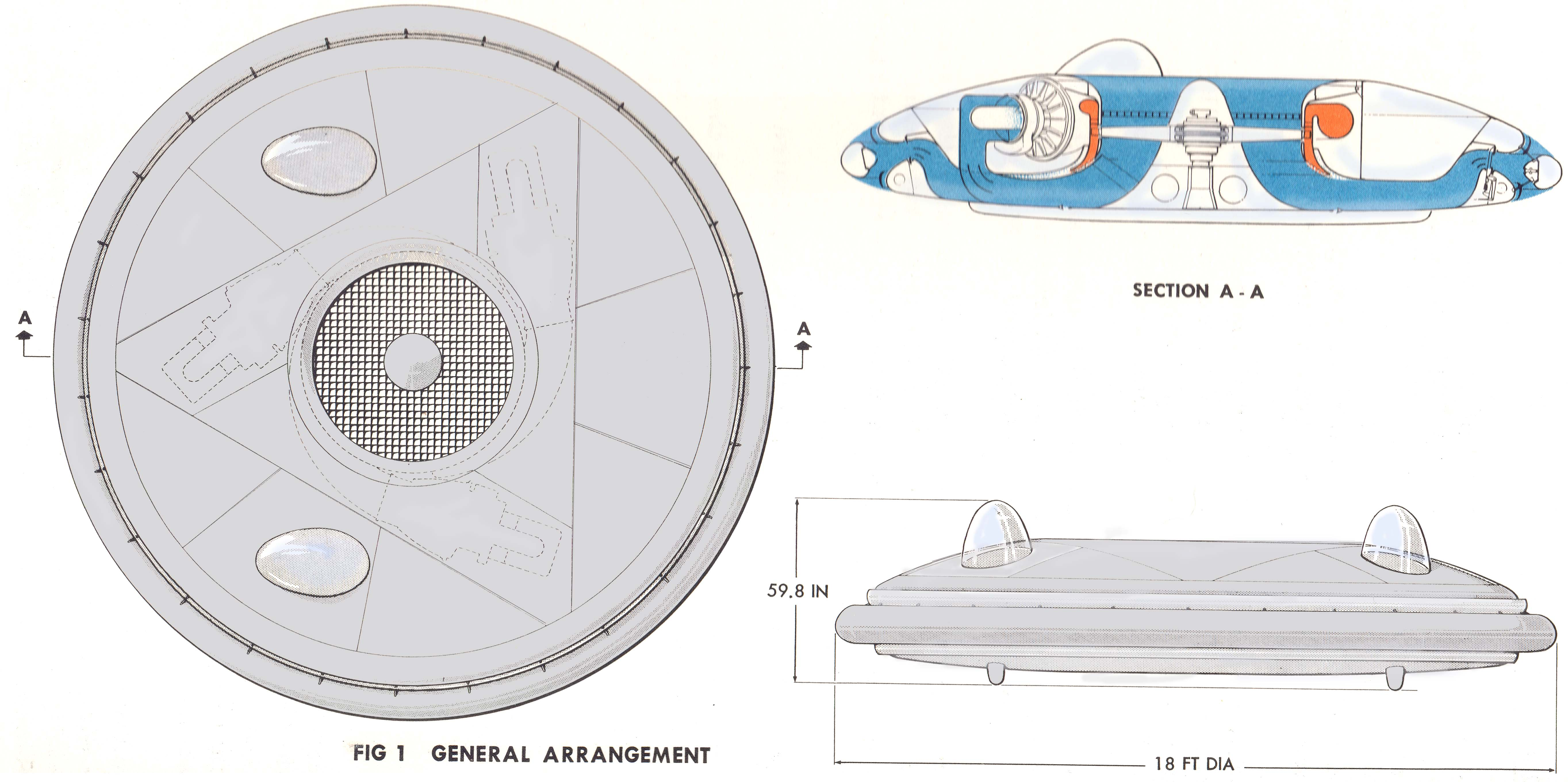
Schemazeichnung (1. Ausführung?)

Die Steuerung erfolgte anfangs über zwei übereinanderliegende Reihen von außen umlaufenden Spoilern, die einen Doppelring bildeten. Die nach unten und oben beweglichen Spoiler lenkten den über konvex gebogene Bleche
geführten Gebläsestrahl unterschiedlich ab. Der Strahl folgte dem Leitblech entsprechend dem Coandă-Prinzip.
Zum senkrechten Start lenkten die Spoiler die Luft nach unten und erzeugten so einen kreisförmigen Luftvorhang unter dem Fahrzeug. Für den horizontalen Flug sollten die Spoiler die Luft nach hinten über am „Heck“ angebrachte Klappen leiten, ähnlich den angeblasenen Klappen bei STOL-Flugzeugen.
Nach einiger Entwicklungszeit wurde dieses System zur Erreichung eines höheren Auftriebs im Schwebeflug modifiziert. Dabei wurden die obere Reihe der Düsenaustritte und die Spoiler vollständig entfernt. Die Steuerung wurde nun durch einen Ring um die unteren Düsenaustritte sichergestellt. Der „fokussierende“ Ring führte den Gebläsestrahl unter dem Fahrzeug zu einem soliden sogenannten „tree-trunk“ (Baumstamm) zusammen. Wenn der Steuerungsring nach hinten bewegt wurde, wurde der Strahl nach hinten abgelenkt.

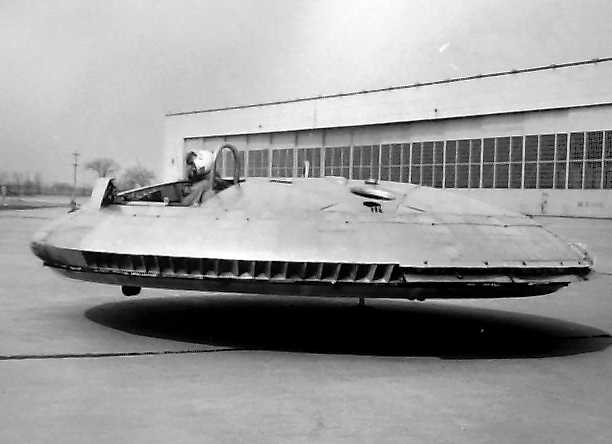
Avrocar (59-4975) nach den Modifikationen der Austrittsdüsen am Fahrzeugrand

## Technische Daten
| Kenngröße             | Daten                                                |
| --------------------- | ---------------------------------------------------- |
| Besatzung             | 2                                                    |
| Durchmesser           | 5,5 m                                                |
| Höhe                  | 1,47 m                                               |
| Leermasse             | 2095 kg                                              |
| Flugmasse             | 2563 kg                                              |
| Höchstgeschwindigkeit | ca. 480 km/h (geplant), real ca. 48 km/h             |
| Dienstgipfelhöhe      | ca. 3000 m (geplant)                                 |
| Triebwerke            | 3 × Continental J69-T9 Turbojets mit je 4,1 kN Schub |